# Ненад Стевовић
Ненад Стевовић рођен је 1966. године у Сплиту. У родном граду живио је све до 1991. године, када се, због ратних дешавања, с породицом сели у Србију, гдје у Крагујевцу и сада живи.
Од 1986. године пише музичке рецензије и чланке о естради, које је објављивао у сплитској „Слободној Далмацији“, загребачком „Вечерњем листу“, сарајевском „Ослобођењу“, крагујевачком „Липару“ и другим гласилима.
Средином 90-их почиње да ради као телевизијски новинар на РТВ „Канал 9", првобитно као водитељ емисије "Rock‘n‘roll music", а потом као спикер и уредник информативног програма. Након отказа у „Каналу 9", ради као новинар репортер у крагујевачким недељницима „Светлост“ и „КГ новине“, за које и сада пише.
Поред новинарства, бави се и музиком. Као члан концертне поставе, свирао је бубњеве у групи Магазин у периоду од 1983. до 1990. године. Повремено је наступао са Парним ваљком (1988. и 1998) на турнејама, као и на студијском албуму „Сјај у очима“, гдје је био гостујућу бубњар. Посљедњих година свира бубњеве у бенду који прати Дорис Драговић.
Његов фељтон „Након свих ових година“, који је послужио као основа за књигу „Кад би‘ био Бијело дугме“, објављиван је у „КГ новинама“ од јануара до марта 2005. године.